# Sarja
Sarja (oroszul: Шарья) város Oroszország Kosztromai területén, a Sarjai járás székhelye.
Lakossága: 23 681 fő (a 2010. évi népszámláláskor).

## Fekvése
Kosztromától 321 km-re északkeletre, a Vetluga bal partján fekszik. Vasútállomás a transzszibériai vasútvonal északi ágának Buj–Kotyelnyics közötti szakaszán. A város mellett vezet a P-157 (R-157) jelű észak-déli irányú (Nyizsnyij Novgorod–Ureny–Kotlasz) főút.

## Története
A 20. század elején épített, 1906-ban megnyitott Vologda–Vjatka vasútvonal egyik állomásaként jött létre azon a helyen, ahol a nyomvonal a Vetlugát keresztezi. A Gorkiji területhez tartozó település 1935-ben járási székhely, 1938-ban város lett. 1944-ben a Kosztromai terület igazgatása alá került.
A szovjet korszakban itt alakult ki a fakitermelés és fafeldolgozás egyik területi központja. Bútorgyár, erdőgazdaság, vasbetonszerkezetek gyára, mechanikai gyár, tejfeldolgozó üzem, ruhagyára létesült.

## Gazdaság
Napjainkban faipari, gépgyártási, építőanyagipari vállalatai működnek. Legnagyobb vállalata a svájci Krono cég helyi gyára, a Kronostar, ahol fa alapanyagú lemezeket, paneleket készítenek. A 2010-es években ez a régió egyik legnagyobb beruházása. A faipar egyébként is a város iparának meghatározó ágazata. Szintén fontos része a gazdaságnak a vasút és a mozdonydepó. 
Itt található a Kosztromai terület harmadik legnagyobb hőerőműve, mely a lakossági fogyasztók mellett elsősorban a város legnagyobb, de csődbe ment fafeldolgozó vállalatát (Sarjadrev) látta el energiával. A veszteségesen működő erőmű 2014-ben a városi önkormányzat tulajdonába került. Korszerűsítésének feltétele, hogy ezt a területet is elérje a földgáz távvezeték.
A város felsőoktatási intézménye a Kosztromai Állami Egyetem egyik kihelyezett tagozata.